# Camptochaeta hirtula
Camptochaeta hirtula är en tvåvingeart som först beskrevs av Franz Lengersdorf 1934.  Camptochaeta hirtula ingår i släktet Camptochaeta och familjen sorgmyggor.
Artens utbredningsområde är Tjeckien. Arten är reproducerande i Sverige. Inga underarter finns listade i Catalogue of Life.